# Hassan 2. af Marokko
Hassan 2. af Marokko (9. juli 1929 – 23. juli 1999) var Marokkos konge 1961-99.
1. ↑  www.taille-age-celebrites.com (fra Wikidata).